# Twisted
Twisted — событийно-ориентированный сетевой фреймворк, написанный на Python и распространяемый под лицензией MIT.
Проекты на Twisted могут поддерживать TCP, UDP, SSL/TLS, IP multicast, Unix domain сокеты, большое количество протоколов, включая HTTP, XMPP, NNTP, IMAP, SSH, IRC, FTP и другие. Twisted основан на парадигме событийно-ориентированного программирования, и это значит, что пользователи Twisted пишут небольшие программы обратного вызова, которые вызываются фреймворком.